# Баво
Баво — персонаж африканской мифологии, мифический родоначальник хауса (Западный Судан), змееборец.

## Сюжет мифа
В стране хауса правила великая охотница Даура, когда туда явился чужеземец из страны Берну и захотел вступить в брак с охотницей. Даура согласилась, но только при условии, что муж будет спать отдельно, для чего дала ему в наложницы свою рабыню. Рабыня вскоре родила сына от хозяина и стала презирать Дауру, поэтому та, разгневавшись, переоделась в женскую одежду, поменяв свой обычный охотничий костюм, отправилась к мужу и вступила с ним в интимную связь, а вскоре родила сына.

## Потомки
У Баво было шесть сыновей, которые стали царями, в честь которых были названы города хауса.
- Цари индиго Кано и Рано занимались изготовлением и окраской тканей.
- Цари рынка занимались торговлей.
- Царь войны Гобир защищал братьев.
- Царь рабов Зегзег обеспечивал братьев рабочей силой.

## Другие версии мифа
- Существуют версия, по которой Даура согласилась выйти за него замуж за то, что Баво убил змея, который жил в колодце в городе Дауры.
- В поздних исламизированных вариантах мифов о Баво вместо него фигурирует багдадский царевич Баяджида.